# Gibsmere
Gibsmere – przysiółek w Anglii, w Nottinghamshire. Leży 17.8 km od miasta Nottingham i 178.5 km od Londynu. Gibsmere jest wspomniana w Domesday Book (1086) jako Gipesmare.